# Décès en janvier 2018
Décès
- 2014
- 2015
- 2016
- 2017
- 2018
- 2019
- 2020
- 2021
- 2022

Pour une information complémentaire, voir la page d'aide.

| Date        | Nom                        | Activités | Âge | Source |
| ----------- | -------------------------- | --- | --- | ------ |
| 1er janvier | Gert Brauer                | Footballeur est-allemand puis allemand. | 62  | (de)   |
| 1er janvier | Katsuhikari Toshio         | Lutteur sumo japonais. | 75  |        |
| 1er janvier | Matti Köli                 | Joueur de basketball finlandais. | 87  |        |
| 1er janvier | Régis Manon                | Footballeur gabonais. | 52  |        |
| 1er janvier | Pierre Minvielle           | Écrivain français. | 83  |        |
| 1er janvier | Manuel Olivencia Ruiz      | Juriste espagnol. | 88  | (es)   |
| 1er janvier | Mauro Staccioli            | Sculpteur contemporain italien. | 80  | (it)   |
| 1er janvier | Jon Paul Steuer (en)       | Acteur américain. | 33  | (en)   |
| 2 janvier   | Giovanni Di Clemente       | Producteur de cinéma italien. | 69  | (it)   |
| 2 janvier   | Emily Dole (en)            | Catcheuse américaine. | 60  |        |
| 2 janvier   | Marian Donat               | Judoka polonais. | 57  | (pl)   |
| 2 janvier   | Bernard de Fallois         | Éditeur français et fondateur des Éditions de Fallois.                                                                                            | 91  |        |
| 2 janvier   | Rick Hall (en)             | Auteur-compositeur américain, éditeur de musique soul et country.                                                                                 | 85  |        |
| 2 janvier   | Ferdinando Imposimato      | Avocat, magistrat et homme politique italien. | 81  | (it)   |
| 2 janvier   | Jyrgalbek Kalmamatov       | Homme politique kirghiz, membre de la Zhogorku Kengesh.                                                                                           | 45  | (en)   |
| 2 janvier   | Jacques Lassalle           | Dramaturge et acteur français. | 81  |        |
| 2 janvier   | Thomas S. Monson           | Dirigeant religieux américain. | 90  | (en)   |
| 2 janvier   | Paul Otchakovsky-Laurens   | Éditeur français et fondateur des éditions P.O.L                                                                                                  | 73  |        |
| 3 janvier   | Colin Brumby               | Compositeur et chef d'orchestre australien. | 84  | (en)   |
| 3 janvier   | Keorapetse Kgositsile      | Poète sud-africain. | 79  | (en)   |
| 4 janvier   | Aharon Appelfeld           | Écrivain israélien. | 85  |        |
| 4 janvier   | Johannes Brost             | Acteur suédois. | 71  | (sv)   |
| 4 janvier   | Naby Camara                | Footballeur guinéen. | 66  |        |
| 4 janvier   | Simone Dat                 | Artiste peintre française. | 90  |        |
| 4 janvier   | Arnaud d'Hauterives        | Peintre et graveur français | 84  |        |
| 4 janvier   | Lyli Herse                 | Coureuse cycliste française. | 89  |        |
| 4 janvier   | Philipp Jenninger          | Diplomate, juriste et homme d'État allemand. | 85  |        |
| 4 janvier   | Rafiatou Karimou           | Femme politique béninoise. | 71  |        |
| 4 janvier   | Jean Lanher                | Linguiste et historien français. | 93  |        |
| 4 janvier   | Émerante de Pradines Morse | Artiste haïtienne. | 99  |        |
| 4 janvier   | Ray Thomas                 | Musicien britannique. | 76  | (en)   |
| 5 janvier   | Jean Bidegaray             | Footballeur puis entraineur français | 76  |        |
| 5 janvier   | Antonio Valentín Angelillo | Footballeur italien et argentin | 80  | (es)   |
| 5 janvier   | Emanuel Barbara            | Prélat catholique maltais. | 68  |        |
| 5 janvier   | Bruno Foucart              | Historien de l'art français. | 79  |        |
| 5 janvier   | Jacques Genest             | Médecin canadien. | 98  |        |
| 5 janvier   | Henry Jean-Baptiste        | Haut fonctionnaire et homme politique martiniquais.                                                                                               | 85  |        |
| 5 janvier   | Marián Labuda              | Acteur slovaque. | 73  | (sk)   |
| 5 janvier   | Vincent Mojwok Nyiker      | Prélat catholique sud-soudanais. | 84  |        |
| 5 janvier   | Carlo Pedretti             | Historien de l'art italien. | 89  | (en)   |
| 5 janvier   | Marina Ripa Di Meana       | Écrivaine, actrice, réalisatrice, styliste et scénariste italienne.                                                                               | 76  | (it)   |
| 5 janvier   | Jean-Claude Rivierre       | Linguiste français. | 79  |        |
| 5 janvier   | Jerry Van Dyke             | Acteur américain. | 86  | (en)   |
| 5 janvier   | Münir Özkul                | Acteur turc. | 92  | (tr)   |
| 6 janvier   | Horace Ashenfelter         | Athlète de steeple et de fond américain, champion aux Jeux olympiques d'été de 1952.                                                              | 94  | (en)   |
| 6 janvier   | Greta Thyssen (en)         | Actrice danoise. | 90  | (en)   |
| 6 janvier   | Dave Toschi                | Inspecteur américain. | 86  | (en)   |
| 6 janvier   | John Watts Young           | Astronaute américain. | 87  | (en)   |
| 7 janvier   | Jim Anderton               | Homme d'État néo-zélandais. | 79  | (en)   |
| 7 janvier   | Shiv Chopra                | Microbiologiste canadien. | 84  | (en)   |
| 7 janvier   | Placide Deseille           | Moine et théologien français. | 91  |        |
| 7 janvier   | France Gall                | Chanteuse française. | 70  |        |
| 7 janvier   | Caribu Marley              | Scénariste japonais de manga. | 70  | (en)   |
| 7 janvier   | Peter Sutherland           | Homme politique irlandais. | 71  | (en)   |
| 7 janvier   | Étienne Tassin             | Philosophe français. | 62  |        |
| 7 janvier   | Bjørg Vik                  | romancière et journaliste norvégienne. | 82  | (en)   |
| 7 janvier   | Michel de M'Uzan           | Psychanalyste et psychiatre français. | 96  |        |
| 8 janvier   | Hans Aabech                | Footballeur danois. | 69  | (da)   |
| 8 janvier   | Salvador Borrego           | Journaliste mexicain. | 102 | (es)   |
| 8 janvier   | Juan Carlos García         | Footballeur hondurien. | 29  |        |
| 8 janvier   | Jenny Joseph               | Journaliste, écrivaine, poétesse et universitaire britannique.                                                                                    | 85  | (en)   |
| 8 janvier   | James Makumbi              | Médecin et homme politique ougandais. | 75  | (en)   |
| 8 janvier   | Jean Markiewicz            | Footballeur français. | 79  |        |
| 8 janvier   | Bonnie Mathieson           | Scientifique biomédicale américaine. | 72  | (en)   |
| 8 janvier   | Antonio Munguía            | Footballeur mexicain. | 75  | (es)   |
| 8 janvier   | Donnelly Rhodes            | Acteur, réalisateur et producteur canadien. | 81  | (en)   |
| 8 janvier   | George Maxwell Richards    | Homme d'État trinidadien, président de la République de 2003 à 2013.                                                                              | 86  | (en)   |
| 8 janvier   | Wojciech Rydz              | Escrimeur polonais. | 85  | (pl)   |
| 9 janvier   | Bob Bailey                 | Joueur de baseball américain. | 75  | (en)   |
| 9 janvier   | Heikki Kirkinen            | Historien finlandais. | 90  | (fi)   |
| 9 janvier   | Terence Marsh              | Chef décorateur et directeur artistique britannique.                                                                                              | 86  | (en)   |
| 9 janvier   | Jean-Marc Mazzonetto       | Joueur de rugby à XV français. | 34  |        |
| 9 janvier   | Gerald Morkel              | Homme politique sud-africain. | 76  | (en)   |
| 9 janvier   | Odvar Nordli               | Homme politique norvégien, Premier ministre (1976-1981)                                                                                           | 90  | (no)   |
| 9 janvier   | Kato Ottio                 | Joueur international papouasien de rugby à XIII.                                                                                                  | 23  | (en)   |
| 9 janvier   | Mario Perniola             | Philosophe italien. | 76  | (it)   |
| 9 janvier   | Ted Phillips               | Footballeur anglais. | 84  | (en)   |
| 10 janvier  | Pierre Audoin              | Entrepreneur français. | 85  |        |
| 10 janvier  | Étienne Bally              | Athlète français. | 94  |        |
| 10 janvier  | Eddie Clarke               | Musicien britannique. | 67  |        |
| 10 janvier  | David Fisher               | Scénariste et écrivain britannique. | 88  | (en)   |
| 10 janvier  | Pierre Grillet             | Footballeur français. | 85  |        |
| 10 janvier  | Henri Kulbertus            | Professeur et médecin belge. | 79  |        |
| 10 janvier  | Tommy Lawrence             | Footballeur écossais. | 77  | (en)   |
| 10 janvier  | Philippe Marchand          | Homme politique français, ministre de l'Intérieur (1991-1992).                                                                                    | 78  |        |
| 10 janvier  | Cheikh Sidy Mokhtar Mbacké | Chef religieux sénégalais. | 93  |        |
| 10 janvier  | Novello Novelli            | Acteur italien. | 87  | (it)   |
| 11 janvier  | Gene Cole                  | Athlète de sprint américain, médaillé d'argent du relais 4 × 400 m aux Jeux d'Helsinki 1952.                                                      | 89  | (en)   |
| 11 janvier  | Edgar Ray Killen           | Criminel américain. | 92  | (en)   |
| 11 janvier  | Noemi Lapzeson             | Danseuse, chorégraphe et pédagogue argentine. | 77  |        |
| 11 janvier  | Takis Loukanidis           | Footballeur grec. | 80  | (en)   |
| 12 janvier  | Rudy Árias                 | Joueur de baseball cubain. | 86  | (en)   |
| 12 janvier  | Eddy Beugels               | Cycliste sur route néerlandais. | 73  | (nl)   |
| 12 janvier  | Jean-Pierre Carayon        | Footballeur puis entraîneur français. | 74  |        |
| 12 janvier  | Françoise Dorin            | Comédienne et écrivaine française. | 89  |        |
| 12 janvier  | Jean-Louis Koszul          | Mathématicien français. | 97  |        |
| 12 janvier  | Guy Lefèvre                | Vitrailliste malgache. | 84  |        |
| 12 janvier  | Daniel Lindenberg          | Historien des idées français. | 77  |        |
| 12 janvier  | Pierre Pincemaille         | Musicien français. | 61  |        |
| 12 janvier  | Léon Ritzen                | Footballeur belge. | 78  | (nl)   |
| 13 janvier  | Doug Harvey                | Arbitre américain de baseball. | 87  | (en)   |
| 13 janvier  | Hamid Hazzaz               | Footballeur marocain. | 72  |        |
| 13 janvier  | Emmett Johns               | Intervenant social canadien. | 89  |        |
| 13 janvier  | Sally Marks                | Historienne américaine. | 86  | (en)   |
| 13 janvier  | Jean Porter                | Actrice américaine. | 95  | (en)   |
| 13 janvier  | Diego Rísquez              | Réalisateur vénézuélien de cinéma. | 68  | (es)   |
| 13 janvier  | Aristídis Roubánis         | Basketteur grec. | 85  |        |
| 13 janvier  | Jean Salem                 | Philosophe français. | 65  |        |
| 13 janvier  | Walter Schuster            | Skieur alpin autrichien, médaillé de bronze aux Jeux olympiques d'hiver de 1956.                                                                  | 88  | (de)   |
| 13 janvier  | Eliahou Winograd           | Juge israélien. | 91  | (en)   |
| 14 janvier  | Pablo García Baena         | Poète espagnol. | 94  | (es)   |
| 14 janvier  | Francis Fontan             | Cardiologue français. | 88  |        |
| 14 janvier  | Dan Gurney                 | Pilote automobile américain. | 86  | (en)   |
| 14 janvier  | Erling Mandelmann          | Photographe danois. | 82  |        |
| 14 janvier  | Mario Martinez             | Haltérophile américain, vice-champion olympique aux Jeux olympiques d'été de 1984                                                                 | 60  | (en)   |
| 14 janvier  | François Morel             | Pianiste, chef d'orchestre et compositeur canadien.                                                                                               | 91  |        |
| 14 janvier  | Cyrille Regis              | Footballeur anglais. | 59  | (en)   |
| 14 janvier  | Hugh Wilson                | Acteur, producteur, réalisateur et scénariste américain.                                                                                          | 74  | (en)   |
| 15 janvier  | Ida Barbarigo              | Peintre italienne. | 92  | (it)   |
| 15 janvier  | Carl Emil Christiansen     | Footballeur puis entraîneur danois. | 80  | (da)   |
| 15 janvier  | Bogusław Cygan             | Footballeur polonais. | 53  | (pl)   |
| 15 janvier  | Marianne Eigenheer         | Artiste suisse. | 72  | (de)   |
| 15 janvier  | Joe Frank                  | Animateur de radio, acteur américain d'origine française                                                                                          | 79  |        |
| 15 janvier  | Joachim Gnilka             | Théologien allemand. | 89  | (de)   |
| 15 janvier  | Edwin Hawkins              | Chanteur et musicien américain, auteur de Oh Happy Day                                                                                            | 75  |        |
| 15 janvier  | Mathilde Krim              | Médecin américaine. | 91  | (en)   |
| 15 janvier  | Karl-Heinz Kunde           | Cycliste sur route allemand. | 80  | (de)   |
| 15 janvier  | Rosalia Nghidinwa          | Femme politique namibienne. | 65  | (en)   |
| 15 janvier  | Dolores O'Riordan          | Artiste de rock irlandaise. | 46  | (en)   |
| 15 janvier  | Óscar Pérez                | Policier et rebelle vénézuélien. | 36  |        |
| 15 janvier  | Roderick Rijnders          | Rameur d'aviron néerlandais, médaillé d'argent aux Jeux olympiques d'été de 1968.                                                                 | 76  | (nl)   |
| 15 janvier  | Peter Wyngarde             | Acteur anglais. | 90  | (en)   |
| 16 janvier  | Bradford Dillman           | Acteur américain. | 87  | (en)   |
| 16 janvier  | Jacinte Giscard d'Estaing  | Personnalité française. | 57  |        |
| 16 janvier  | Dave Holland               | Batteur de rock britannique. | 69  |        |
| 16 janvier  | Oliver Ivanović            | Homme politique serbe. | 64  |        |
| 16 janvier  | Willi Melliger             | Cavalier de saut d'obstacles suisse, double médaillé d'argent olympique (1996, 2000).                                                             | 64  |        |
| 16 janvier  | Moya O'Sullivan            | Actrice britannique. | 91  | (en)   |
| 16 janvier  | John Spellman              | Politicien américain. | 91  | (en)   |
| 16 janvier  | Robert Turcan              | Archéologue et historien français. | 88  |        |
| 16 janvier  | Jo Jo White                | Basketteur américain, champion aux Jeux olympiques d'été de 1968.                                                                                 | 71  | (en)   |
| 17 janvier  | Roy Bennett                | Homme politique zimbabwéen. | 60  | (en)   |
| 17 janvier  | Christian Burchard         | Vibraphoniste, compositeur et santouriste allemand.                                                                                               | 71  | (de)   |
| 17 janvier  | Deso Dogg                  | Rappeur et djihadiste allemand d'origine ghanéenne.                                                                                               | 42  |        |
| 17 janvier  | Guy Dupré                  | Écrivain et éditeur français. | 89  |        |
| 17 janvier  | Claude Prouvoyeur          | Homme politique français. | 91  |        |
| 17 janvier  | Ange Roussel               | Coureur cycliste français. | 84  |        |
| 17 janvier  | Simon Shelton              | Acteur de théâtre et de télévision britannique.                                                                                                   | 52  | (en)   |
| 18 janvier  | Luc Beyer de Ryke          | Journaliste et homme politique belge. | 84  |        |
| 18 janvier  | Hans Christoph Binswanger  | Economiste suisse. | 88  | (de)   |
| 18 janvier  | Juhani Jylha               | Professionnel de hockey sur glace finlandais. | 71  | (fi)   |
| 18 janvier  | Lucas Mangope              | Homme politique sud-africain. | 94  | (en)   |
| 18 janvier  | Carla Marangoni            | Gymnaste artistique italienne, médaillée d'argent aux Jeux olympiques d'été de 1928.                                                              | 102 | (en)   |
| 18 janvier  | Peter Mayle                | Écrivain britannique. | 78  | (en)   |
| 18 janvier  | Laurie Morgan              | Homme politique britannique. | 87  | (en)   |
| 18 janvier  | Anthony Allen Shore        | Tueur en série américain. | 55  | (en)   |
| 18 janvier  | Yasuo Tanaka               | Astrophysicien japonais. | 86  | (en)   |
| 18 janvier  | Stansfield Turner          | Amiral et haut fonctionnaire américain. | 94  | (en)   |
| 18 janvier  | Martine Époque             | Professeure de danse et chorégraphe canadienne.                                                                                                   | 75  |        |
| 19 janvier  | Ute Bock                   | Éducatrice et activiste autrichienne. | 75  |        |
| 19 janvier  | Jean-Claude Boulanger      | Linguiste canadien. | 71  |        |
| 19 janvier  | Anna Campori               | Actrice italienne. | 100 | (it)   |
| 19 janvier  | Olivia Cole                | Actrice américaine. | 75  | (en)   |
| 19 janvier  | Maurice Couture            | Évêque catholique canadien. | 91  |        |
| 19 janvier  | Alain Devaquet             | Homme politique et professeur de chimie français.                                                                                                 | 75  |        |
| 19 janvier  | Red Fisher                 | Journaliste canadien. | 91  | (en)   |
| 19 janvier  | Liliane Jagueneau          | Linguiste française. | 67  |        |
| 19 janvier  | Dorothy Malone             | Actrice américaine. | 93  | (en)   |
| 19 janvier  | Fredo Santana              | Rappeur américain. | 27  |        |
| 20 janvier  | Henriette Bichonnier       | Écrivain français. | 74  |        |
| 20 janvier  | Paul Bocuse                | Chef cuisinier français. | 91  |        |
| 20 janvier  | Mario Guccio               | Chanteur belge. Leader du groupe Machiavel. | 64  |        |
| 20 janvier  | Graeme Langlands           | Joueur de rugby à XIII et entraîneur australien.                                                                                                  | 76  | (en)   |
| 20 janvier  | Naomi Parker               | Ouvrière américaine ayant inspiré l'affiche We Can Do It!                                                                                         | 96  | (fr)   |
| 20 janvier  | Jim Rodford                | Musicien britannique. | 76  | (en)   |
| 20 janvier  | Alberto Tejada Burga       | Arbitre péruvien de football. | 93  | (es)   |
| 21 janvier  | Yves Afonso                | Acteur français. | 73  |        |
| 21 janvier  | Louis Berlinguet           | Chimiste canadien. | 91  |        |
| 21 janvier  | Philippe Gondet            | Footballeur français. | 75  |        |
| 21 janvier  | Tsukasa Hosaka             | Footballeur japonais. | 80  | (ja)   |
| 21 janvier  | Phan Kế An                 | Peintre vietnamien. | 94  | (en)   |
| 21 janvier  | François Maurin            | Militaire français. | 99  |        |
| 21 janvier  | Connie Sawyer              | Actrice américaine. | 105 |        |
| 22 janvier  | Jimmy Armfield             | Footballeur anglais. | 82  | (en)   |
| 22 janvier  | Ian Bennett                | Fonctionnaire canadien. | 69  | (en)   |
| 22 janvier  | Suzanne Citron             | Historienne française. | 95  |        |
| 22 janvier  | Ursula K. Le Guin          | Écrivaine américaine de science-fiction et de fantasy.                                                                                            | 88  | (en)   |
| 23 janvier  | Robert Dowdell             | Acteur américain. | 85  | (en)   |
| 23 janvier  | Hugh Masekela              | Trompettiste, bugliste et cornettiste de jazz sud-africain.                                                                                       | 78  |        |
| 23 janvier  | William J. McDonough       | Banquier américain. | 83  | (en)   |
| 23 janvier  | Nicanor Parra              | Poète chilien. | 103 |        |
| 23 janvier  | Ezra Swerdlow              | Producteur américain. | 64  | (en)   |
| 24 janvier  | Michel Muller              | Acteur français | 82  |        |
| 24 janvier  | Roger Engel                | Naturaliste français. | 94  |        |
| 24 janvier  | Renaud Gagneux             | Compositeur français. | 70  |        |
| 24 janvier  | Arnaud Giovaninetti        | Acteur français. | 50  |        |
| 24 janvier  | Jack Ketchum               | Écrivain, scénariste et agent littéraire américain.                                                                                               | 71  | (en)   |
| 24 janvier  | Mark E. Smith              | Chanteur et parolier britannique, membre du groupe The Fall.                                                                                      | 60  | (en)   |
| 25 janvier  | Claribel Alegría           | Écrivaine nicaraguayenne et salvadorienne. | 93  |        |
| 25 janvier  | Tommy Banks                | Pianiste, chef d'orchestre, arrangeur, compositeur et sénateur canadien.                                                                          | 81  | (en)   |
| 25 janvier  | Walter Buckpesch           | Homme politique allemand. | 93  | (de)   |
| 25 janvier  | Daniel Buechlein           | Bénédictin américain, archevêque d'Indianapolis de 1992 à 2011                                                                                    | 79  |        |
| 25 janvier  | Phil Davies                | Joueur britannique de rugby à XV. | 89  | (en)   |
| 25 janvier  | Neagu Djuvara              | Historien roumain. | 101 | (ro)   |
| 25 janvier  | Haripal Kaushik            | Hockeyeur sur gazon indien, champion olympique aux Jeux de Melbourne 1956 et aux Jeux de Tokyo 1964 puis médaillé d'argent aux Jeux de Rome 1960. | 83  |        |
| 25 janvier  | John Morris                | Compositeur américain. | 91  | (en)   |
| 25 janvier  | Ghassan Shakaa             | Homme politique palestinien. | 74  | (en)   |
| 26 janvier  | Kendall Carly Browne       | Actrice américaine. | 99  | (en)   |
| 26 janvier  | Elizabeth Hawley           | Journaliste américaine. | 94  | (en)   |
| 26 janvier  | Igor Joukov                | Pianiste, chef d'orchestre et ingénieur du son russe.                                                                                             | 81  | (ru)   |
| 26 janvier  | Jacques Languirand         | Animateur de radio, écrivain, dramaturge et comédien canadien.                                                                                    | 86  |        |
| 26 janvier  | Alfred Léonard             | Homme politique belge. | 77  |        |
| 26 janvier  | Yukiaki Okabe              | Nageur japonais, médaillé de bronze aux Jeux olympiques d'été de 1964.                                                                            | 76  | (ja)   |
| 27 janvier  | Robert McCormick Adams     | Anthropologue et archéologue américain. | 91  | (en)   |
| 27 janvier  | Niki Bettendorf            | Homme politique luxembourgeois. | 81  |        |
| 27 janvier  | Jerry Butler               | Acteur américain de films pornographiques. | 58  | (en)   |
| 27 janvier  | Royal Galipeau             | Homme politique canadien. | 71  |        |
| 27 janvier  | Ingvar Kamprad             | Entrepreneur suédois. | 91  |        |
| 27 janvier  | Jean-Claude Lattès         | Éditeur et écrivain français. | 76  |        |
| 27 janvier  | Michel Montgermont         | Athlète français. | 70  |        |
| 27 janvier  | Göran Nicklasson           | Footballeur suédois. | 75  | (sv)   |
| 27 janvier  | Robert Parry               | Journaliste d'investigation américain. | 68  | (en)   |
| 27 janvier  | Amale Samie                | Écrivain et journaliste marocain. | 63  |        |
| 27 janvier  | Tadashi Sawashima          | Réalisateur et dramaturge japonais. | 91  | (ja)   |
| 27 janvier  | Mort Walker                | Auteur de bande dessinée et illustrateur américain.                                                                                               | 94  | (en)   |
| 28 janvier  | Raymond Lory               | Homme politique français. | 91  |        |
| 28 janvier  | Dharmasena Pathiraja       | Réalisateur srilankais. | 74  | (en)   |
| 28 janvier  | Coco Schumann              | Guitariste de jazz allemand et survivant des camps de concentration nazis.                                                                        | 93  |        |
| 28 janvier  | Ousmane Seck               | Homme politique sénégalais. | 79  |        |
| 28 janvier  | Gene Sharp                 | Politicologue américain. | 90  | (en)   |
| 28 janvier  | Jean Thomas                | Footballeur français. | 88  |        |
| 29 janvier  | Ion Ciubuc                 | Homme politique moldave. | 74  | (ro)   |
| 29 janvier  | Victor Desmet              | Résistant français. | 98  |        |
| 29 janvier  | Hilton McConnico           | Designer et artiste américain. | 74  |        |
| 29 janvier  | Pierre Péchin              | Humoriste français. | 70  |        |
| 30 janvier  | Christian Goux             | Homme politique français. | 88  |        |
| 30 janvier  | Claudel Legros             | Footballeur haïtien. | 82  |        |
| 30 janvier  | Michel Mendès France       | Mathématicien français. | 81  |        |
| 30 janvier  | Mark Salling               | Acteur américain. | 35  | (en)   |
| 30 janvier  | Clyde Scott                | Athlète américain, médaillé d'argent aux Jeux olympiques d'été de 1948.                                                                           | 93  | (en)   |
| 30 janvier  | Azeglio Vicini             | Entraîneur de football italien. | 84  |        |
| 30 janvier  | Ron Walker                 | Homme politique et homme d'affaires australien.                                                                                                   | 78  | (en)   |
| 31 janvier  | Rasual Butler              | Joueur américain de basket-ball. | 38  |        |
| 31 janvier  | Hwang Byungki              | Compositeur sud-coréen. | 81  | (en)   |
| 31 janvier  | Ann Gillis                 | Actrice américaine. | 90  | (en)   |
| 31 janvier  | Pierre Godé                | Juriste et dirigeant d'entreprise français. | 73  |        |
| 31 janvier  | Haim Gouri                 | Poète et journaliste israélien. | 94  | (en)   |
| 31 janvier  | Hennie Hollink             | Footballeur puis entraîneur néerlandais. | 86  | (nl)   |
| 31 janvier  | Leonid Kadeniouk           | Astronaute ukrainien. | 67  |        |
| 31 janvier  | Jean-Louis Miège           | Historien français. | 94  |        |
| 31 janvier  | Gérard Welter              | Designer automobile français. | 75  |        |
| 31 janvier  | Erwin de Vries             | Peintre et sculpteur surinamien. | 88  | (nl)   |